# Лермонтовский переулок (Санкт-Петербург)
Ле́рмонтовский переулок — переулок в Кировском районе Санкт-Петербурга. Проходит от Балтийской улицы до улицы Маршала Говорова.

## История
Название Лермонтовский переулок известно с 1900 года, дано в честь русского поэта М. Ю. Лермонтова. С 1909 по 1920-е годы параллельно существовало название Лермонтовская улица. Первоначально проходил от Балтийской улицы до Тургеневского переулка. С 1914 года присоединён участок до улицы Швецова, в 1960-е годы продлён до улицы Маршала Говорова.

## Достопримечательности
- ФГУП СПБ ОКБ «Электроавтоматика»
- АО «Метрострой»